# Abdelfettah Mouddani
Abdelfettah Mouddani (30 de julho de 1956) é um ex-futebolista profissional marroquino, que atuava como goleiro.

## Carreira
Abdelfettah Mouddani fez parte do elenco da segunda partição da Seleção Marroquina de Futebol na Copa do Mundo de 1986. 